# 이봉로
이봉로(李鳳魯, 1872년 음력 6월 16일 ~ 1922년 양력 8월 3일)는 대한제국의 관료 출신으로 일제 강점기에 조선총독부 중추원 부찬의를 지냈다.

## 생애
1895년에 판임관 6등의 군부 주사로 임명된 것을 시작으로, 군부와 궁내부, 대한제국 중추원, 시종원 등에서 관료로 근무했다. 1908년 친일 유림 단체로 신기선이 회장을 맡은 대동학회에 참가했다.
1910년 한일 병합 조약 체결 직후 중추원 부찬의에 임명되어 1921년 관제 개편 때까지 재직했다. 1912년 일본 정부로부터 한국병합기념장을 받았다.
2002년 민족정기를 세우는 국회의원모임이 발표한 친일파 708인 명단, 2008년 민족문제연구소에서 친일인명사전에 수록하기 위해 정리한 친일인명사전 수록예정자 명단, 2006년 친일반민족행위진상규명위원회가 조사 발표한 친일반민족행위 106인 명단에 모두 포함되었다.

## 같이 보기
- 대동학회
- 조선총독부 중추원

## 참고자료
- 친일반민족행위진상규명위원회 (2006년 12월). 〈이봉로〉 (PDF). 《2006년도 조사보고서 II - 친일반민족행위결정이유서》. 서울. 361~363쪽쪽. 발간등록번호 11-1560010-0000002-10. 2007년 10월 8일에 원본 문서 (PDF)에서 보존된 문서. 2007년 6월 24일에 확인함.